# تايم 100
تايم 100 هي قائمة مجمعة سنويا من قبل مجلة تايم وهي تتضمن مائة شخص الأكثر نفوذا وتأثيرا في العالم.الشخصيات المختلفة (أو مجموعة من الأفراد) تجمع فئات كبيرة، ولكن لم تصنف بأي شكل من الأشكال. لكن قائمة عام 2010 وتضمنت أربع فئات وهي: القادة، الفنانين، المفكرين والأبطال.

## التاريخ
أول قائمة وضعت في 1 فبراير 1998 من قبل هيئة محلفين في مؤتمر عقد في مركز كينيدي في واشنطن العاصمة. وتألفت لجنة التحكيم من دان راذر (مقدم تلفزيوني في سي بي اس) ودوريس كيرنز غودوين (مؤرخ) وماريو كومو (الحاكم السابق لولاية نيويورك)، كونداليزا رايز وإيرفينغ كريستول (من محافظون جدد وهم محررون)، والتر أيزاكسون (رئيس المحررون لتايم). وعين بعد ذلك 100 شخص الأكثر تأثيرا في القرن العشرين.
في هذه المناسبة، كان ألبرت أينشتاين هو شخصية القرن، وهو مثل شخصيات السنة التي تختارها مجلة تايم منذ عام 1927. وتم ترشيح مهاتما غاندي وفرانكلين روزفلت لنهائي شخصية القرن. تم نشر القائمة من التايم في عام 1999. منذ 2004، قررت التايم تطوير لائحة عام 1998، بقائمة سنوية من 100 شخص الأكثر نفوذا وتأثيرا في العالم. جدير بالذكر أن الشخصية الخيالية الوحيدة التي ورد اسمها في القائمة هو بارت سيمبسون من عائلة سمبسون.

## شخصيات اُختيرت مرتين فأكثر
[بحاجة لدقة أكثر]

### عشر مرات
| الجنسية          | الشخصية      | السنوات                                           | الصورة |
| ---------------- | ------------ | ------------------------------------------------- | ------ |
| الولايات المتحدة | باراك أوباما | 2013،2012،2011،2010،2009،2008،2007،2005،2014،2015 |        |

### تسع مرات
| الجنسية          | الشخصية      | السنوات                                                              | الصورة |
| ---------------- | ------------ | -------------------------------------------------------------------- | ------ |
| الولايات المتحدة | أوبرا وينفري | 2011،2010،2009،2008،2007،2006،2005،2004 وقائمة شخصيات القرن العشرين. |        |

### سبع مرات
| الجنسية          | الشخصية        | السنوات                                            | الصورة |
| ---------------- | -------------- | -------------------------------------------------- | ------ |
| الولايات المتحدة | هيلاري كلينتون | 2012,2011,2009,2008,2007,2006,2004 (نهائي في 2010) |        |

### خمس مرات
| الجنسية          | الشخصية      | السنوات                                        | الصورة |
| ---------------- | ------------ | ---------------------------------------------- | ------ |
| الولايات المتحدة | ستيف جوبز    | 2010,2008,2007,2005,2004 (نهائي في 2009)       |        |
| ألمانيا          | أنجيلا ميركل | 2006,2007,2009,2011,2012 (نهائي في 2008 و2010) |        |

### أربع مرات
| الجنسية          | الشخصية        | السنوات                                                          | صورة |
| ---------------- | -------------- | ---------------------------------------------------------------- | ---- |
| الولايات المتحدة | جورج دبليو بوش | 2008،2006،2005،2004 (نهائي في 2009)                              |      |
| الولايات المتحدة | بيل كلينتون    | 2010،2006،2005،2004                                              |      |
| الولايات المتحدة | جورج كلوني     | 2009،2008،2007،2006 (نهائي في 2010)                              |      |
| ميانمار          | أون سان سو تشي | 2013،2011،2008،2004                                              |      |
| الصين            | هو جينتاو      | 2008،2007،2005،2004 (نهائي في 2009)                              |      |
| الولايات المتحدة | كونداليزا رايز | 2007،2006،2005،2004 (نهائي في 2008)                              |      |
| الولايات المتحدة | بيل غيتس       | 2006،2005،2004 وقائمة شخصيات القرن العشرين (نهائي في 2008 و2010) |      |
| الولايات المتحدة | جايمي ديمون    | 2011،2009،2008،2006                                              |      |

### ثلاث مرات
|  | الشخصية                 | السنوات                                | صورة |
|  | مقتدى الصدر             | 2006,2008,2011                         |      |
|  | ----------------------- | -------------------------------------- | ---- |
|  | بندكت السادس عشر        | 2011,2009,2007                         |      |
|  | دالاي لاما تينزن غياتسو | 2008,2005,2004 (نهائي في 2009)         |      |
|  | نيلسون مانديلا          | 2005,2004 وقائمة شخصيات القرن العشرين. |      |
|  | روبرت مردوخ             | 2008,2005,2004 (نهائي في 2009 و2010)   |      |
|  | لاري بايج               | 2011,2005,2004                         |      |
|  | مارك زوكربيرج           | 2011,2010,2009                         |      |
|  | إليزابيث وارن           | 2015,2010,2009                         |      |

### مرتين
| الجنسية          | الشخصية           | السنوات                           | صورة |
| ---------------- | ----------------- | --------------------------------- | ---- |
| نيجيريا          | بيتر أكينولا      | 2006 و2007                        |      |
| الأردن           | أبومصعب الزرقاوي  | 2004 و2005                        |      |
| الولايات المتحدة | تايرا بانكس       | 2006 و2007                        |      |
| الولايات المتحدة | جيف بيزوس         | 2008 و2009                        |      |
| أيرلندا          | بونو              | 2004 و2006                        |      |
| الولايات المتحدة | وارن بافت         | 2004 و2007                        |      |
| فنزويلا          | هوغو تشافيز       | 2005 و2006                        |      |
| الولايات المتحدة | ستيفن كولبير      | 2006 و2012                        |      |
| الولايات المتحدة | كاتي كوريك        | 2004 و2006                        |      |
| الولايات المتحدة | جوجل              | 2004 و2005                        |      |
| الولايات المتحدة | آل جور            | 2006 و2007                        |      |
| بولندا           | يوحنا بولس الثاني | 2004 وقائمة شخصيات القرن العشرين. |      |
| كوريا الشمالية   | كيم جونغ إل       | 2004 و2005                        |      |
| باكستان          | أشفاق كياني       | 2008 و2009                        |      |
| السعودية         | أسامة بن لادن     | 2009 و2010                        |      |
| فرنسا            | كريستين لاغارد    | 2009 و2010                        |      |
| الولايات المتحدة | سوز أورمان        | 2008 و2009                        |      |
| الولايات المتحدة | براد بيت          | 2008 و2009                        |      |
| الولايات المتحدة | جون روبرتس جونيور | 2006 و2007                        |      |
| الولايات المتحدة | جيفري ساش         | 2004 و2005                        |      |
| فرنسا            | نيكولا ساركوزي    | 2009 و2011                        |      |
| النمسا           | أرنولد شوارزنيجر  | 2005 و2007                        |      |
| الولايات المتحدة | لي سكوت           | 2004 و2005                        |      |
| العراق           | علي السيستاني     | 2004 و2005                        |      |
| المكسيك          | كارلوس سليم       | 2008 و2009                        |      |
| اليابان          | كاتسيواكي واتاناب | 2005 و2007                        |      |
| الولايات المتحدة | ميغ وايتمان       | 2004 و2005                        |      |

## المعايير
أوضح محررو التايم في عام 2004 أنه يمكن إدراج أي شخص في القائمة عن طريق وظيفته (كجورج دبليو بوش) من خلال نفوذه على «الأحداث الكبرى في عصرنا» حتى لو كان هو نادرا ما يظهر إلى جانب الجمهور العام (كما هو حال علي السيستاني)، أو إذا كان هو أو هي ساهمت في «التأثير على حياتنا من خلال مثال على الصعيد الأخلاقي» (كنيلسون مانديلا).

## التأثير
ومن المتوقع أن القائمة التي تنزل كل سنة تعلق عليها وسائل الاعلام الدولية، سواء في الهند، الإمارات العربية المتحدة، باكستان، كندا، أوكرانيا، المملكة المتحدة، تايلاند، فلسطين، أستراليا وأماكن أخرى. وفقا لذي إندبندنت هذه «قائمة مرموقة» نشرتها «المجلة الأكثر شهرة في العالم».

## الملاحظات
و اعترف رئيس تحرير التايم أن القائمة كانت أمريكية الإتجاه، وتميل إلى إهمال أوروبا، وقال إن الولايات المتحدة كانت المحرك للثقافة في العالم في القرن العشرين.

## وصلات خارجية
- الموقع الرسمي لمجلة التايم.
- تايم 100 لسنة 2009.
- تايم 100 لسنة 2010.
- تايم 100 لسنة 2011.
- تايم 100 لسنة 2012.